# Macrorhynchus croceus
Macrorhynchus croceus är en plattmaskart som först beskrevs av Fabricius 1826, och fick sitt nu gällande namn av Graff 1882. Macrorhynchus croceus ingår i släktet Macrorhynchus och familjen Polycystididae. Inga underarter finns listade i Catalogue of Life.